# سیارک ۱۴۷۴۱
سیارک ۱۴۷۴۱ (به انگلیسی: 14741 Teamequinox، نامگذاری:2000EQ49)۱۴۷۴۱مین سیارک کشف شده‌است که در ۰۹ مارس ۲۰۰۰ کشف شد.